# Варденіс (річка)
Варденіс (вірм. Վարդենիս)  — річка, що протікає у Вірменії, у марзі Араґацотн. Довжина річки — 29 км. На річці планується побудувати 2 малі ГЕС.